# Donata Burgatta
Donata Burgatta (Milano, 26 settembre 1973) è un'ex judoka italiana.

## Biografia
Nata a Milano nel 1973, ha iniziato a praticare judo a 11 anni. Durante la carriera agonistica ha combattuto nei pesi massimi o nella classe open.
A 22 anni, nel 1996, è stata argento agli Europei di L'Aia 1996 nella classe open, battuta in finale dall'olandese Monique van der Lee.
Nello stesso anno ha preso parte ai Giochi olimpici di Atlanta 1996, nei pesi massimi (+72 kg), uscendo agli ottavi di finale contro la tedesca Johanna Hagn, poi bronzo.
Nel 1997 ha vinto il bronzo nei +72 kg ai Giochi del Mediterraneo di Bari.

## Palmarès

### Campionati europei
- 1 medaglia:
  - 1 argento (Classe open a L'Aia 1996)

### Giochi del Mediterraneo
- 1 medaglia:
  - 1 bronzo (+72 kg a Bari 1997)